# Japurá (Amazonas)
Japurá is een gemeente in de Braziliaanse deelstaat Amazonas. De gemeente telt 4.238 inwoners (schatting 2009).

## Aangrenzende gemeenten
De gemeente grenst aan Fonte Boa, Maraã, Santa Isabel do Rio Negro, Santo Antônio do Içá, São Gabriel da Cachoeira en Tonantins.

### Landsgrens
En de gemeente grenst met als landsgrens aan de gemeente La Pedrera en Tarapacá in het departement Amazonas en aan de gemeente Pacoa en Taraira in het departement Vaupés met het buurland Colombia.